# Lagarteiro-de-cabeça-cinzenta
Lagarteiro-de-cabeça-cinzenta (Edolisoma schisticeps) é uma espécie de ave da família Campephagidae. Pode ser encontrada nos seguintes países: Indonésia e Papua-Nova Guiné. Os seus habitats naturais são: florestas subtropicais ou tropicais húmidas de baixa altitude e florestas de mangal tropicais ou subtropicais.